# Савуа-Виллафранка, Евгений Эммануил
Принц Евгений Эммануил Савуа-Виллафранка (собственно: принц Эуженио Эммануэлле Джузеппе Мария Паоло Франческо Антонио ди Савуа-Виллафранка-Суассон, князь ди Кариньяно и граф ди Виллафранка; итал. Eugenio Emanuele Giuseppe Maria Paolo Francesco Antonio di Savoia-Villafranca-Soissons, conte di Villafranca e principe di Carignano; принц Евгений-Эммануил Савойский, Суассонский и Кариньянский, граф ди Виллафранка; 14 апреля 1816, Париж — 15 декабря 1888, Турин) — пьемонтский (сардинский), затем общеитальянский военачальник и государственный деятель. Кавалер российского ордена Андрея Первозванного (1845).

## Биография

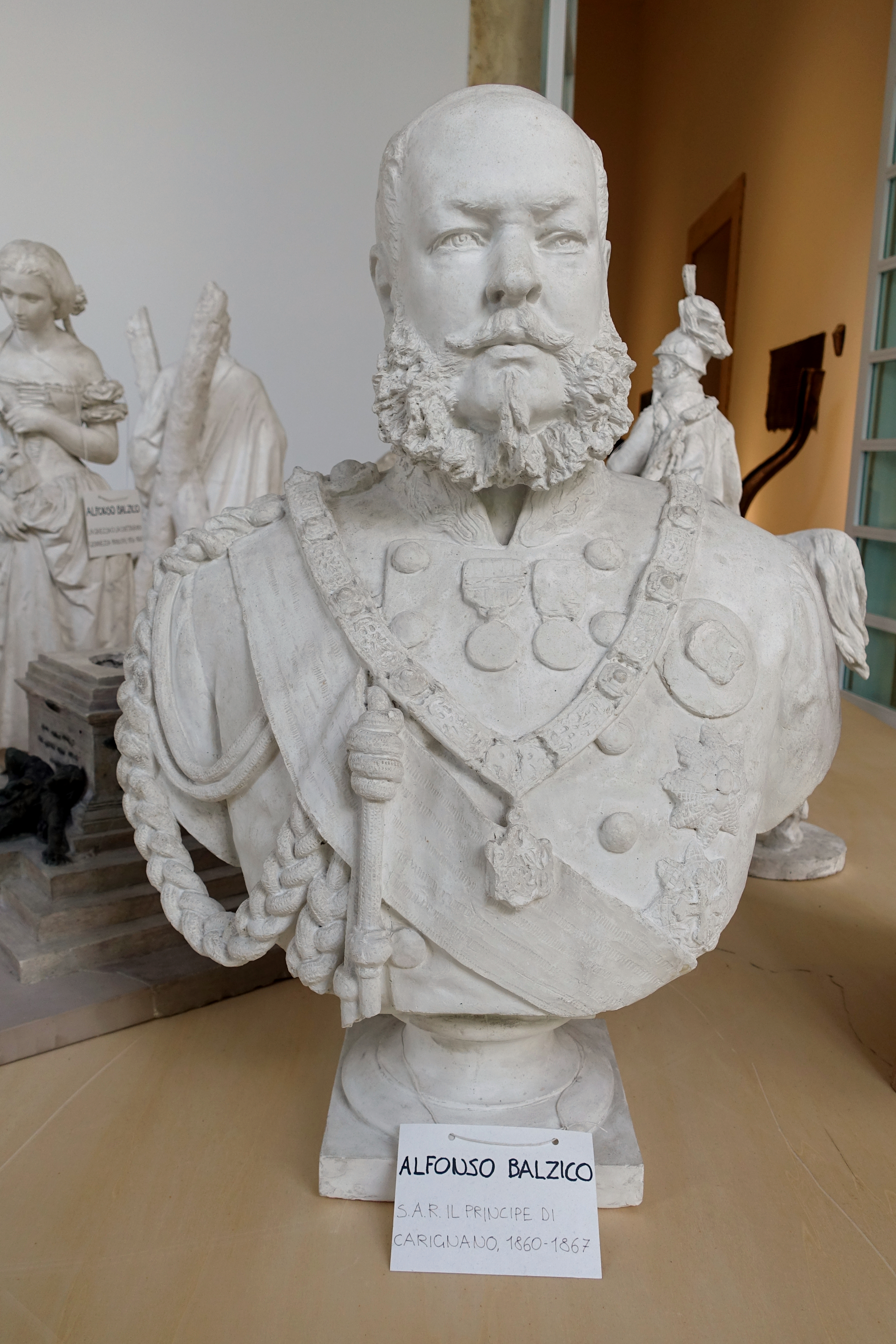
Бюст принца Евгения Эммануила. Скульптор Альфонсо Бальзико, Национальная галерея современного искусства (Рим)

Сын принца Джузеппе Савуа-Кариньяна, близкий родственник сардинского короля. Окончил Королевскую военно-морскую школу в Генуе, после чего поступил офицером в военно-морской флот. Летом 1834 года, в чине лейтенанта, перевёлся из флота в армию, первоначально в полк Новаррских пикинёров. К 1836 году стал полковником, в 1844 году — генерал-лейтенантом. Параллельно продолжал числиться во флоте, и в конце концов был повышен до адмирала. 
Несколько ранее, в 1842 году, принц попытался жениться на бразильской принцессе, но получил отказ. В 1843 году он попытался жениться на австрийской принцессе Марие Каролине Габсбург-Лотарингской, однако в следующем году, ещё до заключения брака, она умерла. Потеря невесты повергла принца в полное отчаяние, и после этого он многие годы не желал вступать в брак, даже если король предлагал ему выгодные партии по политическим мотивам. 
Тем не менее, спустя двадцать лет он всё таки женился на 19-летней девушке сравнительно простого происхождения, по имени Фелисите Крозио (1844 —1911), которая родилась уже после смерти его предыдущей невесты. В этом браке родилось восемь детей, которым решением короля Умберто были дарованы все права на земли и титулы отца, несмотря на то, что брак их родителей являлся неравнородным.   
Принц Евгений Эммануил неоднократно участвовал в боевых действиях, которые вела Сардиния в тот период. В частности, в ходе Рисорджименто, отличился при осаде крепости Гаэта, которые обороняли сторонники короля Обеих Сицилий Франциска II. После объединения Италии занимал высокие государственные посты. Скончался в 1888 году в Турине.
Был кавалером Высшего ордена Святого Благовещения, российского ордена Андрея Первозванного и ряда других наград.